# Покровка (Бичурський район)
Покровка (рос. Покровка) — село Бичурського району, Бурятії Росії. Входить до складу Петропавловського сільського поселення.
Населення — 298 осіб (2015 рік).